# Лион, Соломон Ефремович
Соломон (Сергей) Ефремович Лион (при рождении Шлёма Фро́имович Лио́н; 30 октября (11 ноября) 1856, Кишинёв, Бессарабская область — 1936, Калуга) — русский прозаик, публицист, адвокат, редактор и издатель.

## Биография
Родился 30 октября (11 ноября) 1856 года в Кишинёве в семье люблинского купца, адвоката Фроима Михелевича Лиона (1825—?), члена Бессарабской коммерческой судебной палаты, и Гелы Янкелевны Лион (в девичестве Эйхенбаум, 1834—?). Внук математика и педагога Я. М. Эйхенбаума. Отец начинал как учитель Кишинёвского еврейского училища, затем занялся книготорговлей и мануфактурой оборудования для контор, был приписан к купеческому сословию, позже стал стряпчим коммерческого суда. Семья жила в Кишинёве в собственном доме на Харлампиевской улице.
В 1867—1875 годах учился в Кишинёвской областной гимназии, после окончания которой поступил на юридический университет в Императорский Новороссийский университет. В 1877 году, будучи студентом юридического отделения Императорского Новороссийского университета, стоял во главе народовольческой Одесской организации группы лавристов (партийная кличка Касьян), вёл пропаганду среди рабочих и учащейся молодежи, был арестован и в 1879 году как политзаключенный этапирован в Верхоянск на 10 лет. Когда в 1881 году до города добрались моряки потерпевшей крушение американской экспедиции, С. Лион служил переводчиком инженеру-механику Мелвиллу. После попытки побега в 1886 году был ещё на несколько лет переведён в Средне-Колымск (позже ссылку заменили на пять лет надзора). Окончил экстерном Императорский Казанский университет, кандидат права.
После возвращения из ссылки в 1886 году поселился в Калуге в доме бывшего городского головы Борисова на улице Карпова, 1, и ещё некоторое время оставался под надзором полиции. В 1910 году в Калуге для присяжного поверенного С. Е. Лиона по проекту его брата Иосифа Лиона был выстроен двухэтажный каменный особняк в Покровском переулке (ныне улица Дарвина, д. 6, дом Лиона), выдержанный в стиле «модерн» с элементами эклектики начала XX века и сохранившися до сих пор. Был одним из самых востребованных адвокатов города, автором публикаций по различным юридическим вопросам (отдельным изданием в 1892 году вышло исследование «Договор страхования по русскому праву»), сотрудничал в еженедельной юридической газете «Право».
В 1907 году на основании высочайше утверждённого положения о выборах в Государственную Думу мещанин Сергей Ефремович Лион вошёл в избирательный список городской Думы Калуги по первому избирательному округу. Гласный Городской Думы Калуги.
С апреля 1917 года как редактор и издатель выпускал ежедневную политико-экономическую и социальную газету «Калужский республиканец» (избирательный блок социалистов). В декабре того же года все демократические издания в городе были закрыты, в том числе и «Калужский республиканец».
В советское время стал персональным пенсионером республиканского значения, состоял членом общества политкаторжан, занимался сбором сведений для словаря общественно-политических деятелей, издававшегося в 1920—1930-х годах, сотрудничал с журналом «Каторга и ссылка», где в 1924—1925 годах публиковались его одесские воспоминания «От пропаганды к террору». Автор нескольких книг по революционному движению для серии «Воспоминания старого революционера» под редакцией Н. К. Крупской и В. Д. Бонч-Бруевича — «От пропаганды к террору» (1925), «Революционеры за Полярным кругом» (1925), «Морской побег» (1926).
Рассказ С. Е. Лиона «Трагедия экипажа „Жаннеты“» был опубликован в 1928 году в научно-популярном журнале «Всемирный следопыт».
В феврале 1920 года решением горсовета особняк адвоката Лиона был национализирован и превращён в коммунальные квартиры. В 1920-е годы и до конца жизни он жил с семьёй в Калуге в деревянном доме на улице Марата, д. 8. Похоронен на Пятницком кладбище.

## Семья
- Брат — Иосиф Ефремович Лион (1854—1926)[13], гражданский инженер.
- Брат — Михаил Ефремович (Дмитриевич) Лион (1851—1915), земский врач-психиатр в Одесской психиатрической больнице, директор психиатрической больницы Самарского губернского земства, затем директор лечебницы для эпилептиков в Санкт-Петербурге, автор многочисленных публикаций в области фармакотерапии нервных и психических заболеваний и социальной медицины, в том числе учебников.
- Сестра[14] — Фаня Ефремовна (Фанни Ефраимовна, Еремеевна) Лион (1858—?), 2 июня 1885 года в Одессе вышла замуж за врача Леона Ароновича Галку (1855—?)[15]; с 1888 года работала врачом Бессарабского земства[16], с 1909 года земским врачом в Городце Лужского уезда[17], в 1920-е годы — врачом посёлка Струги Красные[18].
- Сестра — София Ефремовна Волкенштейн (1862, Кишинёв — 4 января 1940, Вюлен), с 15 января 1884 года была замужем за присяжным поверенным, кадетом Львом Филипповичем Волкенштейном[19].
- Жена — Базилия Самойловна (Базя Самуиловна) Гурович (1866—?), дочь александровского второй гильдии купца Самуила Яковлевича Гуровича; брак был заключён 23 марта 1889 года в Екатеринославе[20].
  - Дочь — Раиса Сергеевна Лион (1891—?), кандидат филологических наук (1958), специалист по грамматике древнерусского языка.
  - Сын — Борис Сергеевич Лион (1899—1935), адвокат, член Московской областной коллегии адвокатов, работал в Калужской губернской коллегии защитников.
    - Внук — Дмитрий Борисович Лион, художник и график.
- Двоюродный брат — Абрам Львович Лион (1840—1899), директор казённой Талмуд-торы в Кишинёве и Бендерах, журналист, редактор газеты «Южное слово», автор серии выпусков «Хроника умственного и нравственного состояния кишинёвских евреев (1773 г. по 1890 г.) и обзор еврейских благотворительных учреждений в Бессарабской губернии» (Вып. 1—4. Кишинёв: Типо-литография С. Лихтмана, 1891—1892. — 32, 34, 32, 32 с.).

## Публикации
- Договор страхования по русскому праву. Исследование кандидата прав С. Е. Лиона. М.: Печатня С. П. Яковлева, 1892. — 81 с.
- От пропаганды к террору. М.: Новая Москва, 1925. — 64 с.
- Революционеры за Полярным кругом. М.: Новая Москва, 1925. — 154 с.
- Морской побег. М.: Новая Москва, юношеский сектор, 1926. — 124 с.
- Джордж Вашингтон де Лонг. Плавание «Жанетты» (экспедиция по открытию Северного полюса 1879—81 г.). Вступительная статья «Мои встречи с участниками экспедиции „Жанетты“» С. Е. Лиона (стр. 7—31). Л.: Издательство Главсевморпути, 1936.